# Kheïreddine Zetchi

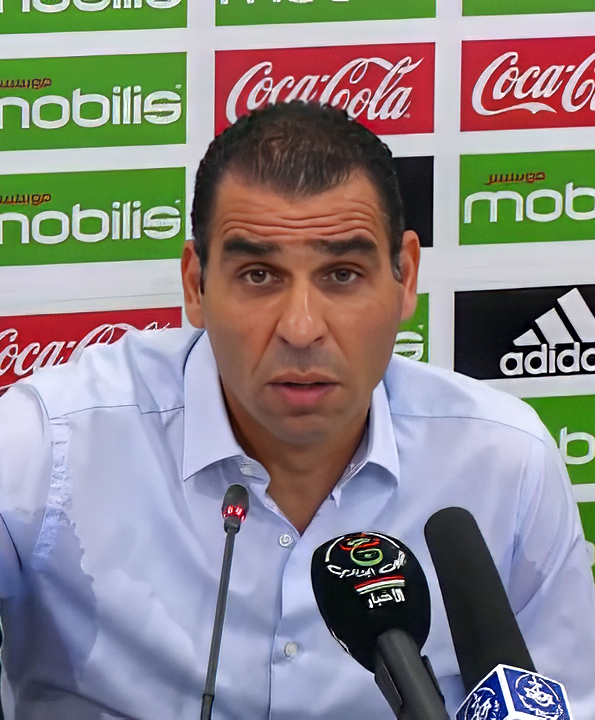
Kheïreddine Zetchi, 2017

Kheïreddine Zetchi (* 24. Oktober 1965 in Bordj Bou Arreridj, Algerien) ist ein algerischer Geschäftsmann und Fußballfunktionär. Seit März 2017 ist er Präsident des algerischen Fußballverbandes.

## Leben
Zetchi wurde 1965 im algerischen Bordj Bou Arreridj geboren, wo sein Vater Said Zetchi als Profifußballer aktiv war, und wuchs in der Hauptstadt Algier auf.
Er selbst durchlief die Jugendlaufbahn des örtlichen Hydra AC schaffte jedoch nicht den Sprung in die Seniorenmannschaft des Vereins.
Im Jahre 1992 übernahm er die elterliche Keramikmanufaktur Faïences Algériennes sowie das Tochterunternehmen ZET CERAM und führte die Unternehmen gemeinsam mit seinem Bruder Hassan Zetchi zu den Marktführern in Algerien.
Gemeinsam mit Letzterem gehörte er 1994 zu den Gründungsmitgliedern des Paradou AC, welcher in Algiers Stadtteil Hydra beheimatet ist, und wurde zugleich zum Gründungspräsidenten des Clubs gewählt.
Mit dem Verein gelangen ihm in elf Jahren acht Aufstiege bis in die höchste algerische Spielklasse im Jahre 2005, aus der der Verein bereits 2007 allerdings wieder abstieg.
Im Jahre 2007 gelang Zetchi die Aufnahme einer Kooperation mit der Jugendförderorganisation JMG Academy, welcher der Paradou AC als Ausbildungsverein dient.
Im März 2017 gelang dem PAC nach zehn Jahren der vorzeitige Wiederaufstieg in die Ligue Professionnelle 1.
Am 20. März 2017 wurde Kheireddine Zetchi zum neuen Präsidenten des algerischen Fußballverbandes FAF gewählt.
Am Folgetag gab er die Präsidentschaft bei Paradou nach 23 Jahren auf.